# S/2006 S 3
S/2006 S 3 je měsícem Saturnu. Jeho objev oznámili Scott S. Sheppard, David C. Jewitt, Jan Kleyna a Brian G. Marsden v červnu roku 2006 na základě pozorování, která proběhla v lednu až dubnu 2006.
Měsíc S/2007 S 2 má asi 6 kilometrů v průměru a obíhá Saturn ve vzdálenosti asi 21 076 300 kilometrů. Měsíc obíhá retrográdně. Oběžná doba činí 1142,37 dnů, sklon k ekliptice je 150,8 stupňů. Excentricita oběžné dráhy je 0,471.